# ستيف دونينغ
ستيف دونينغ (بالإنجليزية: Steve Dunning)‏ هو لاعب كرة قاعدة أمريكي، ولد في 15 مايو 1949 في دنفر في الولايات المتحدة.

## وصلات خارجية
- ستيف دونينغ على موقعبيزبول رفرنس.كوم (الدوري الرئيسي) (الإنجليزية)
- ستيف دونينغ على موقعبيزبول رفرنس.كوم (الدوري الثانوي) (الإنجليزية)
- ستيف دونينغ على موقع مشجعي الرسوم البيانية (الإنجليزية)